# Verbascum rodnense
Verbascum rodnense är en flenörtsväxtart som beskrevs av Alexandru Borza. Verbascum rodnense ingår i släktet kungsljus, och familjen flenörtsväxter. Inga underarter finns listade i Catalogue of Life.